# Tethocyathus cylindraceus
Tethocyathus cylindraceus är en korallart som först beskrevs av Pourtalès 1868.  Tethocyathus cylindraceus ingår i släktet Tethocyathus och familjen Caryophylliidae. Inga underarter finns listade i Catalogue of Life.